# Konungsskär
Konungsskär est une île de l'archipel finlandais à Pargas en Finlande.

## Géographie
Konungsskär est à environ 58 kilomètres au sud-ouest de Turku.
La superficie de l'île est de 3,7 hectares et sa plus grande longueur est de 330 mètres dans la direction nord-sud,.